# Michelle Ford
Michelle Jan Ford MBE, nach Heirat Michell Eriksson (* 15. Juli 1962 in Sydney), ist eine ehemalige australische Schwimmerin. Sie gewann bei Olympischen Spielen je eine Gold- und Bronzemedaille. Bei Commonwealth Games erhielt sie zweimal Gold, dreimal Silber und zweimal Bronze.

## Sportliche Karriere
Vier Tage nach ihrem 14. Geburtstag trat Michelle Ford 1976 bei den Olympischen Spielen 1976 in Montreal über 200 Meter Schmetterling an. Sie belegte in den Vorläufen den 16. Platz und war damit hinter Linda Hanel und Judith Hudson drittbeste Australierin, keine der drei Schwimmerinnen erreichte das Finale. Drei Tage später wurde Ford auch in den Vorläufen über 200 Meter Freistil 16, hier war sie die beste Vertreterin der australischen Mannschaft.
Im Januar 1978 stellte Michelle Ford zwei Weltrekorde über 800 Meter Freistil auf, die bereits im Februar von Tracey Wickham unterboten wurden. Bei den im August ausgetragenen Commonwealth Games 1978 in Edmonton siegte Michelle Ford über 200 Meter Schmetterling vor der Kanadierin Wendy Quirk und Linda Hanel. Über 200 Meter Freistil siegte die Neuseeländerin Rebecca Perrott vor den beiden australischen Rivalinnen Wickham und Ford. Über 400 und 800 Meter Freistil gab es jeweils Gold für Wickham, Silber für Ford und Bronze für Perrott. In der 4-mal-100-Meter-Freistilstaffel siegten die Kanadierinnen vor den Engländerinnen, dahinter erschwamm die australische Staffel mit Wickham und Ford die Bronzemedaille. Drei Wochen später bei den Weltmeisterschaften in West-Berlin verfehlte Ford sowohl über 200 Meter Schmetterling als auch mit der Freistilstaffel den Finaleinzug. Über 400 Meter Freistil gewann Tracey Wickham den Weltmeistertitel und Michelle Ford belegte den fünften Platz. Vier Tage später siegte Wickham auch über 800 Meter Freistil, hinter Cynthia Woodhead und Kim Linehan aus den Vereinigten Staaten erreichte Ford den vierten Platz.
1980 bei den Olympischen Spielen in Moskau war Tracey Wickham aus finanziellen Gründen nicht am Start. Ford war gerade 18 Jahre alt geworden, sie trat zunächst über 200 Meter Schmetterling an. Hinter Ines Geißler und Sybille Schönrock aus der DDR erkämpfte die Australierin die Bronzemedaille vor der dritten Schwimmerin aus der DDR Andrea Pollack. Über 400 Meter Freistil sorgten Ines Diers, Petra Schneider und Carmela Schmidt für einen Dreifachsieg der Schwimmerinnen aus der DDR. 0,79 Sekunden hinter Schmidt wurde Ford Vierte. Insgesamt siegten in den Schwimmentscheidungen bei den Frauen nur in zwei Wettbewerben nicht die Schwimmerinnen aus der DDR. Den ersten Sieg durfte Lina Kačiušytė über 200 Meter Brust bejubeln, als die Schwimmerinnen aus der Sowjetunion einen Dreifachsieg feierten. Am letzten Tag der Schwimmwettbewerbe wurde die Entscheidung über 800 Meter Freistil ausgetragen. Michelle Ford siegte mit über drei Sekunden Vorsprung vor Ines Diers, Dritte wurde Heike Dähne aus der DDR.
Danach konzentrierte sich Ford auf den Abschluss ihres Studiums an der University of Southern California. Für die Commonwealth Games 1982 in Brisbane kehrte sie in die Nationalmannschaft zurück. Sie gewann erneut den Titel über 200 Meter Schmetterling, diesmal vor ihrer Landsfrau Janet Tibbits. Über 800 Meter Freistil siegte Tracey Wickham vor Michelle Ford. Ford kehrte danach für ihr Masters-Studium zurück in die USA. Bei der Universiade 1983 wurde sie Dritte über 200 Meter Schmetterling, zwei Jahre später gewann sie die Silbermedaille mit der 4-mal-200-Meter-Freistilstaffel. 1984 verpasste sie die Qualifikation für die Olympischen Spiele 1984 in Los Angeles, da der australische Schwimmverband die Regeln für die Qualifikation geändert hatte. Nach ihrem Masters-Abschluss in Sportpsychologie war sie einige Jahre in Lausanne tätig, bevor sie vor den Olympischen Spielen 2000 nach Australien zurückkehrte und dort bei der Ausrichtung mithalf.

## Ehrungen
1982 wurde Ford als Member des Order of the British Empire (MBE) ausgezeichnet. Von 1985 bis 1988 war sie Mitglied der Athletenkommission des IOC. Seit 1985 ist sie in der Sport Australia Hall of Fame. Im Jahr 1994 wurde Ford in die International Swimming Hall of Fame aufgenommen.